# Adriaan Willem de Heusch
Adriaan Willem de Heusch (Kasteel Zangerheide, 10 april 1699 - Hasselt, 6 augustus 1774) was een burgemeester.
Hij was zoon van Ernest-Willem de Heusch en Christina-Margareta de Quoitbach. Hij studeerde rechten, maar trad in 1722 in dienst als infanteriekapitein. In 1720 overleed zijn vader en erfde hij het Kasteel van Landwijk bij Donk.
Op 20 maart 1730 huwde hij de 15 jaar oudere Barbara-Gertrudis van Hilst, een schatrijke en kinderloze weduwe. Via erfenis van haar eerste echtgenoot, Jan de Geloes, was zij in bezit van de heerlijkheid Herten, en ook had zij het vruchtgebruik van het Waerdenhof te Hasselt, en de heerlijkheden Mombeek en Hommelen.
Het echtpaar ging wonen in het Waerdenhof. Allerlei verfraaiings- en bouwwerken werden uitgevoerd, zoals aan een patriciërswoning aan het Groenplein, die later als stadhuis van Hasselt dienst ging doen. Ook het Kasteel van Landwijk werd in opdracht van dit echtpaar gebouwd.
In 1737, in 1743 en in 1746 werd de Heusch tot burgemeester van Hasselt benoemd. In 1745 werd de Heusch benoemd tot raadsheer van de prins-bisschop van Luik.
Toen, op 27 november 1752, Barbara-Getrudis overleed, verloor Adriaan het vruchtgebruik over veel van haar bezittingen. Hij moest het Waerdenhof verlaten, en ging wonen in het patriciërshuis aan het Groenplein dat, na zijn overlijden, in 1779 door de stad Hasselt werd aangekocht om als stadhuis te gaan dienen.